# Choi Min-ho (ca sĩ)
Choi Min-ho (sinh ngày 9 tháng 12 năm 1991) là một ca sĩ, nhạc sĩ, diễn viên người Hàn Quốc. Anh là thành viên của nhóm nhạc Shinee do công ty SM Entertainment thành lập và quản lý. Tháng 12 năm 2022, anh đã cho ra mắt album solo đầu tay mang tên "Chase".

## Sự nghiệp

### 2008-nay: Shinee
Minho được phát hiện tại 2006 SM Casting System. Vào năm 2008, anh được chọn làm thành viên của nhóm nhạc Shinee, một nhóm nhạc nam gồm 5 thành viên ra mắt vào 25 tháng 5 năm 2008 trên Inkigayo của SBS.

### Trước khi ra mắt
Trước khi ra mắt chính thức với Shinee, Minho làm người mẫu cho Seoul Collection F/W 08-09 của Ha Sang Baek vào tháng 2008, 2 tháng trước khi ra mắt Shinee.

### Cá nhân
Minho từng xuất hiện trong video ca nhạc "Gee" của Girls' Generation trong cả hai bản tiếng Hàn và tiếng Nhật.

### Diễn xuất
Minho ra mắt với tư cách diễn viên vào 20 tháng 11 năm 2010 trong một bộ phim đặc biệt của KBS 2, có tên là "Pianist" với nữ diễn viên Han Ji-hye.
Vào 7 tháng 12 năm 2011, một công bố rằng Minho sẽ tham gia vào một vai hài hước trong một sitcom mới của SBS, "Salamander Guru and The Shadows", được phát sóng vào đầu năm 2012. Minho đóng vai Min-hyuk, một hacker thiên tài, cùng với diễn viên Im Won-hee và Oh Dal-soo. Sitcom được phát sóng vào tháng 1 năm 2012.
Vào 26 tháng 4 năm 2012, Minho xác nhận sẽ đóng vai chính, cùng với Sulli của f(x) và Lee Hyun-woo, trong bộ phim "To the Beautiful You", một phiên bản Hàn của "Hana Kimi". Bộ phim bắt đầu phát sóng vào 15 tháng 8 năm 2012 trên SBS. Nhân vật chính của Minho là Kang Tae Joon, một vận động viên nhảy cao người từ bỏ nhảy cao sau khi bị chấn thương ở chân. Để chuẩn bị cho vai diễn Tae-joon, Minho được đào tạo với huấn luyện viên Kim Tae-young, cựu vận động viên nhảy cao quốc gia và là thành viên của Đoàn điền kinh Hiệp hội Hàn Quốc, trong một tháng rưỡi. Kỷ lục của anh lúc đó là 175 cm.
Vào 29 tháng 7 năm 2013, có một công bố rằng Minho sẽ trở lại màn ảnh nhỏ thông qua bộ phim "Medical Top Team" của MBC trong vai một maknae (thành viên nhỏ nhất) đẹp trai của đội y khoa. Tình yêu của anh cùng với Oh Yeon Seo sẽ làm nhẹ đi mối tình tay ba cùng với diễn viên chính Kwon Sang Woo, Jung Ryeo Won, và Joo Ji Hoon.
Bộ phim mới nhất của anh tên "Because It's the first time" (tên khác: My first time), anh thủ vai Yoo Tae Oh một cậu ấm giàu có nhưng vì đã sớm mất mẹ, ba anh tiến thêm bước nữa, đến tuổi trưởng thành anh dọn ra sống riêng. Đạo diễn: Lee Jung-Hyo, biên kịch: Jung Hyun-Jung, khởi chiếu ngày 07/08 và kết thúc với 8 tập phim vào ngày 25/11. Nội dung xoay quanh việc nhóm bạn thân gồm 5 người bạn Han Song Yi, Seo Ji An, Choi Hoon và Oh Gain. Người bạn thân Song Yi do không có chỗ ở sau khi mẹ bỏ đi theo người đàn ông khác, Tae Oh đã cho Song Yi sống nhờ nhà mình. Chuyện tình cảm đầy rắc rối với Ryoo Se-Hyun và Han Song Yi và cũng không kém phần hài hước.

## Đời sống cá nhân
Vào năm 2008 anh tham dự nhạc hội Youth International Video lần thứ 3 với tư cách là đại diện cùng với thành viên Shinee, Key. Minho được bổ nhiệm làm đại sứ của Đại học Konkuk vào năm 2010.
Minho tốt nghiệp từ trường cao trung trực thuộc Đại học Konkuk vào 10 tháng 2 năm 2010. Sau khi thi tuyển vào đại học vào các năm trước, anh được nhận vào khoa nghệ thuật và văn hóa phim nơi mà hiện nay anh đang học. Cha anh, Choi Yun-Gyeom, là một huấn luyện viên bóng đá nổi tiếng Hàn Quốc. Anh có một người anh tên là Choi Minseok.
Vào tháng 3 năm 2010, Minho bị chấn thương trong khi ghi hình Dream Team Season 2. Anh phải rút khỏi các hoạt động của mình trong khi thành viên Taemin cùng nhóm thay thế anh trong chương trình trong thời gian anh vắng mặt. Sau khi phục hồi, Minho anh đã trở lại vào tháng 8 năm 2010 để tiếp tục các hoạt động và quảng bá cho album phòng thu đầy đủ thứ hai của Shinee, "Lucifer".
Vào 23 tháng 5 năm 2011, anh được đặt tên Đại sứ danh dự cho Youth 2011. Sau đó anh nhận được thêm một tên tại Youth Week celebration tổ chức tại khán phòng COEX.

## Điện ảnh

### Phim truyền hình
| Năm  | Tiêu đề                         | Vai trò       | Kênh                        | Ghi chú                     |
| ---- | ------------------------------- | ------------- | --------------------------- | --------------------------- |
| 2010 | Pianist                         | Oh Je-ro      | KBS                         | Drama đặc biệt              |
| 2012 | Salamander Guru and The Shadows | Choi Min-hyuk | SBS                         | Sitcom                      |
| 2012 | To the Beautiful You            | Kang Tae-joon | SBS                         | Phiên bản Hàn của Hana Kimi |
| 2013 | Medical Top Team                | Kim Seong-woo | MBC                         | Drama y học                 |
| 2016 | Hwarang: The Beginning          | Soo Ho        | KBS                         | Cổ trang                    |
| 2017 | Say you love                    | Jang Doo Joon | Hệ thống Phát sóng Hàn Quốc | Hài hước, tình cảm          |

### Chương trình thực tế
| Năm         | Tiêu đề                                      | Kênh  | GHi chú                                                          |
| ----------- | -------------------------------------------- | ----- | ---------------------------------------------------------------- |
| 2008        | Shinee's Yunhanam                            | Mnet  |                                                                  |
| 2009        | Invincible Youth                             | KBS   |                                                                  |
| 2009 – 2011 | Let's Go Dream Team! Season 2                | KBS   |                                                                  |
| 2010        | Hello Baby                                   | KBS   |                                                                  |
| 2010        | "Oh! My School"                              | KBS   |                                                                  |
| 2010–2011   | 100 Points Out of 100                        | KBS   |                                                                  |
| 2012        | Running Man                                  | SBS   | Khách mời tập 75, 129                                            |
| 2012        | Shinhwa Broadcast                            | JTBC  | Khách mời với Shinee                                             |
| 2013        | Shinee's Wonderful Day                       | MBC   |                                                                  |
| 2013        | Our Neighborhood Arts and Physical Education | KBS2  | Khách mời tập 1                                                  |
| 2013        | Let's Go Dream Team! Season 2                | KBS   |                                                                  |
| 2013        | Running Man                                  | SBS   | Khách mời tập 129                                                |
| 2013        | Star Diving Show Splash                      | MBC   | Thí sinh                                                         |
| 2014        | Running Man                                  | SBS   | Khách mời tập 201                                                |
| 2014        | Our Neighborhood Arts and Physical Education | KBS2  | Khách mời thường xuyên                                           |
| 2015        | Running Man                                  | SBS   | Khách mời tập 254                                                |
| 2016        | Running Man                                  | SBS   | Khách mời tập 323                                                |
| 2016        | 2 Days 1 Night                               | KBS 2 | Khách mời tập 154, 155 cùng Park Seo-joon, Park Hyung-sik (ZE:A) |

### Xuất hiện trong Music Video
| Năm  | Ca khúc             | Ca sĩ             | Vai trò    |
| ---- | ------------------- | ----------------- | ---------- |
| 2009 | Gee                 | Girls' Generation | Chủ tiệm   |
| 2010 | Gee (Japanese Ver.) | Girls' Generation | Khách hàng |
| 2010 | Sound               | VNT               | DJ         |

## MC
| Năm                   | Chương trình                 | Vai trò                                                                       | Kênh  |
| --------------------- | ---------------------------- | ----------------------------------------------------------------------------- | ----- |
| 2009                  | Flower Boys Generation       | MC                                                                            | MBC   |
| 2011 – 2012           | Show! Music Core             | MC với Onew, Suzy, và Jiyeon                                                  | MBC   |
| 2011                  | Hallyu Dream Concert         | MC với Park Shin Hye và Taecyeon                                              | Mnet  |
| 2011                  | New York Korea Festival      | MC                                                                            | KBS   |
| 2011                  | Show Show Show               | MC                                                                            | JTBC  |
| 2011 (2 & 9 tháng 12) | Music Bank                   | MC đặc biệt * (2 tháng 12 với Sohee & Yeeun) * (9 tháng 12 với Sohee & Yubin) | KBS   |
| 2013                  | Korean Music Wave in Bangkok | MC với Nichkhun, Jo Kwon, Suzy, và Jiyeon                                     | MBC   |
| 2013                  | Mamma Mia                    | MC với Park Mi Sun và Lee Young Ja                                            | KBS2  |
| 2013                  | Show! Music Core             | MC với Noh Hong Chul và Kim So Hyun                                           | MBC   |
| 2014                  | Golden Disk Awards           | MC với Yonghwa và Doojoon                                                     | JTBC  |
| 2016                  | Taemin's comeback showcase   | MC, khách mời cùng Onew và Jonghyun                                           | V-app |

## Chương trình Radio
| Năm         | Tiêu đề                                        | Vai trò     | Ghi chú                 |
| ----------- | ---------------------------------------------- | ----------- | ----------------------- |
| 2008 – 2009 | Shindongs và Shinyoungs „Shim Shim Tapa Radio" | DJ          | với Jonghyun và Onew    |
| 2009        | Taeyeons „Chin Chin Radio"                     | DJ          | với Onew                |
| 2010        | Super Juniors „Kiss the Radio"                 | DJ đặc biệt | với Key                 |
| 2010        | Heechuls „Youngstreet Radio"                   | DJ đặc biệt | với Key                 |
| 2015        | Jonghyun "Blue Night"                          | Khách mời   |                         |
| 2015        | Jonghyun "Blue Night"                          | Khách mời   | với Taemin, Onew và Key |

## Chương trình thời trang
| Năm  | Bộ sưu tập                                            | Nhà thiết kế   |
| ---- | ----------------------------------------------------- | -------------- |
| 2008 | The Ninth World Knowledge Forum                       | Andre Kim      |
| 2008 | Lee Sang Bong’s Fashion Show at Dream Forest Festival | Lee Sang Bong  |
| 2009 | Seoul Collection S/S 2009                             | Han Saeng Baek |

## Giải thưởng và đề cử
| Năm  | Giải thưởng                           | Thể loại                                      | Đề cử                | Kết quả   |
| ---- | ------------------------------------- | --------------------------------------------- | -------------------- | --------- |
| 2010 | SBS Entertainment Awards              | Người mới xuất sắc trong chương trình thực tế |                      | Đoạt giải |
| 2011 | Đại sứ danh dự cho Youth 2011         | —                                             | —                    | Đoạt giải |
| 2011 | Thần tượng nam xuất sắc như người mẫu | —                                             | —                    | Đoạt giải |
| 2012 | MBC Idol Star Olympics                | Vượt rào (110 m)                              | —                    | Đoạt giải |
| 2012 | SBS Drama Awards                      | Giải ngôi sao mới                             | To the Beautiful You | Đoạt giải |
| 2012 | SBS Drama Awards                      | Giải cặp đôi xuất sắc (với Sulli)             | To the Beautiful You | Đề cử     |
| 2013 | MBC Drama Awards                      | Diễn viên mới xuất sắc                        | Medical Top Team     | Đề cử     |
| 2014 | Baeksang Arts Awards                  | Diễn viên được ưa thích (TV)                  | Medical Top Team     | Đề cử     |